# Rap rock
Rap rock je styl kombinující prvky rocku a hip hopu. Hudebně je příbuzný s rap metalem a hojně ho užívají nu metalové skupiny.
Za zakladatele tohoto stylu se považují kapely jako Blondie, 3rd Bass, Beastie Boys či Public Enemy. S narůstající popularitou přejímají tento styl další skupiny (Faith No More, Rage Against the Machine, Linkin Park, Papa Roach), které již nachází přesnou hranici mezi hip hopem a rockem. Mezi další interprety prorážející s rap rockem do mainstreamu se řadí Run-D.M.C., Cypress Hill, 311, Kid Rock a mnohé další. Za rap rockové skupiny se považují i některé nu-metalové kapely (P.O.D., Limp Bizkit, Korn). 
Novodobí zahraniční rap rockeři jsou Lil Peep, Scarlxrd, Lil Tracy, Post Malone nebo Ghostemane, v Česku například REDZED.

## Rap Rock Hudebník
- 311
- 3rd Bass
- Beastie Boys
- Bloodhound Gang
- Blondie
- Body Count
- Cartel de Santa
- Control Machete
- Cypress Hill
- Eminem
- Faith No More
- Falling In Reverse
- From Ashes to New
- Ghostemane
- Hollywood Undead
- Hot Sauce Johnson
- Incubus
- Insane Clown Posse
- Kid Rock
- Korn
- Lil Peep
- Lil Tracy
- Linkin Park
- Limp Bizkit
- Papa Roach
- Post Malone
- Project 86
- Prophets of Rage
- Public Enemy
- Rage Against the Machine
- Red Hot Chili Peppers
- REDZED
- Run-D.M.C.
- Scarlxrd
- Suicideboys
- Twenty One Pilots
- Urban Dance Squad
- Vanilla Ice